# Сяюча долина
«Сяюча долина» (англ. Shining Vale) — американський телесеріал у жанрі комедійного хорору з Кортні Кокс у головній ролі. Його прем'єра відбулася 6 березня 2022 року. У травні 2022 року шоу було продовжено на другий сезон.

## Сюжет
Головна героїня серіалу — письменниця Патріша Фелпс, яка за молоду написала бестселер, але відтоді 17 років не опублікувала жодного рядка. Вона переїжджає з сім'єю до маленького міста, але з'ясовується, що будинок, у якому оселилася Патріша, має страшні таємниці.

## У ролях
- Кортні Кокс — Патріша Фелпс
- Грег Кіннер — Террі Фелпс
- Шерілін Фенн — Робін Курт
- Гас Бірні в ролі Гейнор Фелпс
- Ділан Гейдж — Джейк Фелпс
- Меррін Данджі — Кам
- Міра Сорвіно в ролі Розмарі Веллінгем

## Виробництво
Проєкт було анонсовано 9 січня 2018 року. Передбачалося, що показ відбудеться на Showtime, а виробництвом займеться Warner Bros. 21 серпня 2019 зйомки були офіційно замовлені, причому серіал переїхав на телеканал Starz і до виробництва приєдналася компанія Lionsgate Television. 28 лютого 2020 року Кортні Кокс отримала головну роль. 15 липня того ж року до касту приєднався Грег Кіннер, у серпні — Гас Бірні та Ділан Гейдж, у лютому 2021 року — Міра Сорвіно та Меррін Дангі, у липні 2021 року — Алісія Райнер, у серпні — Джудіт Лайт.
Пілотний епізод було знято у березні 2021 року в Лос-Анджелесі, зйомки решти епізодів розпочалися в липні 2021 року. Прем'єра шок відбулась 6 березня 2022 року.

## Нагороди й номінації
| Рік  | Премія | Категорія                                                        | Отримувач(і) | Рузультат | Ref.  |
| ---- | ------ | ---------------------------------------------------------------- | ------------ | --------- | ----- |
| 2022 | Сатурн | Найкращий телевізійний / кабельний фантастичний телесеріал       | Сяюча долина | Перемога  | [ 2 ] |
| 2022 | Сатурн | Найкраща акторка в телевізійному / кабельному телесеріалі        | Кортні Кокс  | Номінація | [ 2 ] |
| 2022 | Сатурн | Найкращий молодий актор у телевізійному / кабельному телесеріалі | Гас Бірні    | Номінація | [ 2 ] |